# Bettzeug
Bettzeug ist die Bezeichnung für die Gesamtheit der Kissen und Decken (zum Zudecken), die in einem Bett (auch Gäste- oder Krankenbett) zum Einsatz kommt. Die Bettwäsche kann inklusive, aber auch exklusiv mit dem Begriff Bettzeug gemeint sein. Im Unterschied dazu steht der Begriff Bettwaren, der auch die Matratzen und sonstige Unterlagen einschließt.

## Geschichtliches
Das Synonym Plunder für Bettzeug ist noch mundartlich bewahrt. Der Handwerker, der früher das Bettzeug herstellte, hieß betmacher oder plumarius.
Im Mittelalter schlief man gänzlich unbekleidet, Bettwäsche war nicht immer vorhanden. Aus dem mittelalterlichen England ist überliefert, dass die Yeomen auf Stroh schliefen; darauf breitete man Laken aus, eine grobe Zudecke und ein Strohkissen oder wollenes Polster. Auf den Burgen legte man bei den Betten viel Wert auf kostbare Bezüge. Die Kissen waren oft aus Samt und Seide und mit Pelz besetzt.